# دهن‌رود (نهبندان)
دهنرود روستایی در دهستان میغان بخش مرکزی شهرستان نهبندان استان خراسان جنوبی ایران است. بر پایه سرشماری عمومی نفوس و مسکن در سال ۱۳۹۰ جمعیت این روستا ۷۴ نفر (در ۲۶ خانوار) بوده است.